# Élections générales nunavoises de 2013
Les élections générales nunavoises de 2013 ont eu lieu le 23 octobre 2013 afin d'élire les députés de la 4e législature de l'Assemblée législative du Nunavut. 

## Redistribution
Le nombre de circonscriptions électorales a été augmenté de 19 à 22. Il s'agit du premier redécoupage des circonscriptions depuis la création du territoire en 1999.

## Résultats
| Circonscription                       | Candidat 1              | Candidat 2            | Candidat 3       | Candidat 4 | Candidat 5 | Candidat 6 | Sortant                                     | Élu | Pourcentage |
| ------------------------------------- | ----------------------- | --------------------- | ---------------- | ---------- | ---------- | ---------- | ------------------------------------------- | --- | ----------- |
| Aivlik                                | Steve Mapsalak (en) 263 | Johnny Ningeongan 187 |                  |            |            |            | Nouvelle circonscription                    |     | %           |
| Aggu                                  | Paul Quassa 96          | John Illupalik 83     | Daniel Uyarak 42 |            |            |            | Nouvelle circonscription                    |     | %           |
| Amittuq                               | George Qulaut 244       | Paul Haulli 103       |                  |            |            |            | Louis Tapardjuk                             |     | %           |
| Arviat North-Whale Cove               |                         |                       |                  |            |            |            | David Alagalak Arviat                       |     | %           |
| Arviat-Sud                            |                         |                       |                  |            |            |            | David Alagalak Arviat                       |     | %           |
| Lac Baker                             |                         |                       |                  |            |            |            | Moses Aupaluktuq                            |     | %           |
| Cambridge Bay                         |                         |                       |                  |            |            |            | Keith Peterson                              |     | %           |
| Hudson Bay                            |                         |                       |                  |            |            |            | Allan Rumbolt                               |     | %           |
| Gjoa Haven                            |                         |                       |                  |            |            |            | Nouvelle circonscription                    |     | %           |
| Iqaluit-Manirajak                     |                         |                       |                  |            |            |            | Monica Ell Iqaluit Ouest                    |     | %           |
| Iqaluit-Niaqunnguu                    | Travis Cooper           |                       |                  |            |            |            | Eva Aariak Iqaluit Est                      |     | %           |
| Iqaluit-Sinaa                         |                         |                       |                  |            |            |            | Nouvelle circonscription                    |     | %           |
| Iqaluit-Tasiluk                       |                         |                       |                  |            |            |            | Nouvelle circonscription                    |     | %           |
| Kugluktuk                             |                         |                       |                  |            |            |            | Peter Taptuna                               |     | %           |
| Netsilik                              |                         |                       |                  |            |            |            | Nouvelle circonscription                    |     | %           |
| Pangnirtung                           |                         |                       |                  |            |            |            | Hezekiah Oshutapik                          |     | %           |
| Quttiktuq                             |                         |                       |                  |            |            |            | Ron Elliott                                 |     | %           |
| Rankin Inlet North-Chesterfield Inlet |                         |                       |                  |            |            |            | Tagak Curley Rankin Inlet North             |     |             |
| Rankin Inlet South                    |                         |                       |                  |            |            |            | Lorne Kusugak Rankin Inlet South/Whale Cove |     | %           |
| Baffin-Sud                            |                         |                       |                  |            |            |            | Fred Schell                                 |     | %           |
| Tunnuniq                              |                         |                       |                  |            |            |            | Joe Enook                                   |     | %           |
| Uqqummiut                             |                         |                       |                  |            |            |            | James Arreak                                |     | %           |

## Annexe